# Reporoa
Reporoa  est une communauté rurale située dans le district de Rotorua et la région de Waikato dans l’île du Sud de la Nouvelle-Zélande.

## Situation
Elle est localisée dans le fond de la Caldera de Reporoa (en), une caldeira située dans la zone volcanique de Taupo, contenant les dômes de lave de Deer Hill, Kairuru et Pukekahu formés de rhyolite et le champ géothermal actif de Reporoa,.
Plusieurs explosions hydrothermales (en) se sont produites  dans la région, dont une importante en 1948, et une autre dans un enclos à vaches en avril 2005 .

## Installation
La ville de Reporoa a quatre marae des Ngāti Tahu - Ngāti Whaoa (en) :
- Le Marae de Mataarae et la maison de rencontre est un lieu de rassemblement des Ngāti Mataarae (en) et des Ngāti Whaoa (en) ;
- Le Marae d’Ōhākī et la maison de rencontre de Tahumatua est un lieu de rassemblement des Ngāti Tahu (en) ;
- Le Marae de Te Toke et la maison de rencontre de Te Rama sont un lieu de rassemblement des Ngāti Te Rama (en) et des Ngāti Whaoa (en) ;
- Le Marae de Waimahana ou Marapounamu et la maison de rencontre de Rahurahu est un lieu de rassemblement des Ngāti Rahurahu (en) [4],[5].